# Mike Newell (Regisseur)

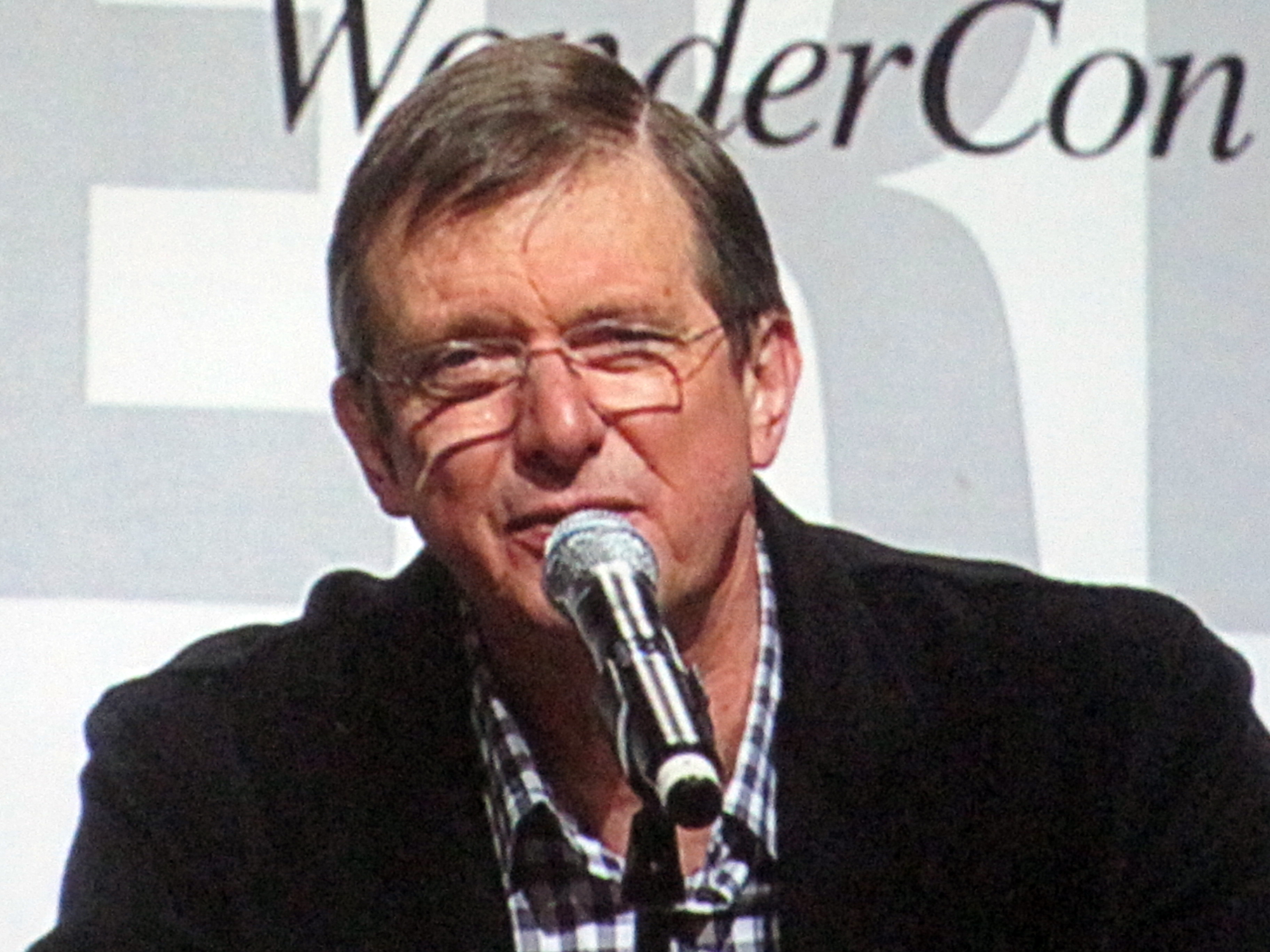
Mike Newell auf der WonderCon 2010

Michael Cormac Newell (* 28. März 1942 in St Albans, Hertfordshire) ist ein britischer Regisseur und Filmproduzent.

## Leben und Werk
Nach dem Abschluss an der St Albans School besuchte Newell die University of Cambridge. Er startete seine Regielaufbahn in den 1960ern beim britischen Fernsehsender Granada Television. Erst im Alter von 38 Jahren wechselte er ins Kinogeschäft. Fünf Jahre und zwei Filme später machte er mit dem von Kritikern mit Beifall begrüßten Film Dance with a Stranger auf sich aufmerksam, ein biographisches Drama mit Miranda Richardson als Ruth Ellis, die als letzte Frau in Großbritannien gehängt wurde. Für seinen Regieerfolg gewann er den Prix de la jeunesse bei den Internationalen Filmfestspielen von Cannes 1985.
Newell setzte seinen filmischen Erfolg mit Verzauberter April fort, einer Adaption der Novelle Verzauberter April von Elizabeth von Arnim aus dem Jahr 1922. Miranda Richardson gewann einen Golden Globe Award als beste Hauptdarstellerin in einer Komödie oder einem Musical, und Joan Plowright gewann für die beste weibliche Nebenrolle.
Die Komödie Vier Hochzeiten und ein Todesfall wurde ebenso von den Kritikern gefeiert und gewann zahlreiche Preise, einschließlich eines Césars (Bester ausländischer Film), zweier BAFTA Awards (Bester Film, Regie), eines Golden Globes (Bester Darsteller: Hugh Grant) und einiger London Critics Circle Film Awards (Regie, Film, Produktion, und Drehbuch).
Seit diesem erfolgreichen Film hat Newell einige Hollywood-Filme gedreht, von denen aber keiner den Erfolg wiederholen konnte. Er führte Regie bei Donnie Brasco (mit Al Pacino und Johnny Depp), Turbulenzen – und andere Katastrophen (mit John Cusack, Billy Bob Thornton, Cate Blanchett und Angelina Jolie) und bei Mona Lisas Lächeln (mit Julia Roberts, Kirsten Dunst und Julia Stiles). 2004 nahm er das Angebot an, bei Harry Potter und der Feuerkelch Regie zu führen, dem vierten Film der erfolgreichen Harry-Potter-Serie.
2010 erschien Newells Videospielverfilmung Prince of Persia: Der Sand der Zeit. Der Film basiert auf dem gleichnamigen Spiel aus der populären Videospielreihe Prince of Persia. Die Hauptrollen spielen Jake Gyllenhaal und Gemma Arterton.
Im Dezember 2012 startete Newells nächster Film Große Erwartungen (mit Helena Bonham Carter und Ralph Fiennes) in den deutschen Kinos, der auf dem Roman Große Erwartungen von Charles Dickens basiert. 2013 sollten die Dreharbeiten für Reykjavik beginnen. In dem Film sollte es um die Friedensgespräche zwischen den USA und Russland während des Kalten Kriegs gehen, die 1986 stattfanden. Für die Hauptrollen konnten Newell und Produzent Ridley Scott Michael Douglas als Ronald Reagan und Christoph Waltz als Michail Gorbatschow gewinnen. Später war Baltasar Kormákur als Regisseur mit dem Film assoziiert, er ist jedoch bis heute nicht erschienen.

## Filmografie (Auswahl)
- 1977: Der Mann mit der eisernen Maske (The Man in the Iron Mask) (Fernsehfilm)
- 1980: Das Erwachen der Sphinx (The Awakening)
- 1981: Böses Blut (Bad Blood)
- 1983: Verfolgt bis in den Tod (Blood Feud) (Fernsehfilm)
- 1985: Dance with a Stranger (Dance with a Stranger)
- 1985: Good Father – Die Liebe eines Vaters (The Good Father)
- 1987: Schweigende Stimmen (Amazing Grace and Chuck)
- 1988: Chinese Blues (Soursweet)
- 1992: Verzauberter April (Enchanted April)
- 1992: Das weiße Zauberpferd (Into the West)
- 1994: Vier Hochzeiten und ein Todesfall (Four Weddings and a Funeral)
- 1995: Eine sachliche Romanze (An Awfully Big Adventure)
- 1997: Donnie Brasco
- 1997: Der Elfengarten (Photographing Fairies)
- 1999: Turbulenzen – und andere Katastrophen (Pushing Tin)
- 2003: Mona Lisas Lächeln (Mona Lisa Smile)
- 2005: Harry Potter und der Feuerkelch (Harry Potter and the Goblet of Fire)
- 2007: Die Liebe in den Zeiten der Cholera (Love in the Time of Cholera)
- 2010: Prince of Persia: Der Sand der Zeit (Prince of Persia: The Sands of Time)
- 2012: Große Erwartungen (Great Expectations)
- 2018: Deine Juliet (The Guernsey Literary and Potato Peel Pie Society)

## Auszeichnungen
- 1985 Prix de la Jeunesse bei den Internationalen Filmfestspielen von Cannes
- 1995 BAFTA Award für die Beste Regie in dem Film Vier Hochzeiten und ein Todesfall (David Lean Award for Direction)
- 1995 London Critics Circle Film Awards für die Beste Regie